# Archange Izaw Bolavie
Archange-Michaël Izaw Bolavie (Brussel, 27 juni 2001) is een Belgische basketballer.

## Carrière
Bolavie speelde in de jeugd van BC Asse-Ternat en Basic-Fit Brussels. Bij Brussels maakte hij zijn debuut in de eerste klasse. Hij speelde bij de club tot in 2020 toen hij de overstap maakte naar Victory Rock Prep uit de Verenigde Staten tijdens de covidcrisis voor één seizoen om daarna voor de tweede ploeg van de Leuven Bears te gaan spelen het volgende seizoen. Na een seizoen ging hij spelen voor Spirou Charleroi. Bij Charleroi maakte hij zowel deel uit van de eerste ploeg als van de tweede ploeg. In het seizoen 2022/23 speelde hij 32 wedstrijden mee met de eerste ploeg. In het daaropvolgende seizoen waren dit opnieuw 32 wedstrijden. Aan het einde van het seizoen 2024/25 werd hij genomineerd voor BNXT League Defensive Player of the Year maar verloor van Shaquille Doorson.
Hij tekende voor het seizoen 2025/26 voor de Spaanse eersteklasser Bàsquet Manresa net zoals ploeggenoot Gustav Knudsen, bij Manresa speelde op dat moment ook Retin Obasohan.

### Nationale ploeg
Bolavie werd in 2022 opgeroepen voor een wedstrijd tegen de Finse nationale ploeg. Bolavie werd in november 2024 geselecteerd voor de Belgische nationale ploeg in de aanloop van twee EK kwalificatie wedstrijden en twee oefenwedstrijden.